# Суишер (округ)
Округ Суишер (англ. Swisher County) расположен в США, штате Техас. Официально образован в 1876 году и назван в честь Джеймса Суишера — военачальника Техасской революции, участвовавшего в разработке и принятии декларации о независимости и конституции республики Техас. По состоянию на 2000 год численность населения составляла 8378 человек. Окружным центром является город Тулия. Округ Суишер входит в число 46 округов Техаса с действующим сухим законом или ограничениями на продажу спиртных напитков.
Некогда территория округа принадлежала крупному ранчо JA, располагавшегося на землях шести округов.

## География
По данным Бюро переписи США, общая площадь округа составляет 2 333 км², из которых 2 332 км² представляет собой сушу и 1 км² или 0,03% это водные ресурсы.

### Соседние округа
- Армстронг (северо-восток)
- Бриско (восток)
- Кастро (запад)
- Рандолл (север)
- Флойд (юго-восток)
- Хейл (юг)

## Демография
По данным переписи населения 2000 года в округе проживало 8378 жителей, в составе 2925 хозяйств и 2152 семей. Плотность населения была 4 человека на 1 квадратный километр. Насчитывалось 3315 жилых домов, при плотности покрытия 1 постройка на 1 квадратный километр. По расовому составу население состояло из 71,75% белых, 5,85% чёрных или афроамериканцев, 0,54% коренных американцев, 0,16% азиатов, 0,02% коренных гавайцев и других жителей Океании, 19,41% прочих рас, и 2,28% представители двух или более рас. 35,22% населения являлись испаноязычными или латиноамериканцами.
Из 2925 хозяйств 35,7% воспитывали детей возрастом до 18 лет, 60,2% супружеских пар живших вместе, в 9,5% семей женщины проживали без мужей, 26,4% не имели семей. На момент переписи 24,1% от общего количества жили самостоятельно, 13,8% лица старше 65 лет, жившие в одиночку. В среднем на каждое хозяйство приходилось 2,65 человека, среднестатистический размер семьи составлял 3,15 человека.
Показатели по возрастным категориям в округе были следующие: 27,9% жители до 18 лет, 10,3% от 18 до 24 лет, 25,5% от 25 до 44 лет, 20,4% от 45 до 64 лет, и 15,9% старше 65 лет. Средний возраст составлял 35 лет. На каждых 100 женщин приходилось 109,2 мужчин. На каждых 100 женщин в возрасте 18 лет и старше приходилось 111,3 мужчины.
Средний доход на хозяйство в округе составлял 29 846 $, на семью — 34 444 $. Среднестатистический заработок мужчины был 25 164 $ против 20 448 $ для женщины. Доход на душу населения был 14 326 $. Около 14,2% семей и 17,4% общего населения находились ниже черты бедности. Среди них было 24,2% тех кому ещё не исполнилось 18 лет, и 11,9% тех кому было уже больше 65 лет.

## Населённые пункты
- Кресс
- Тулия
- Хаппи[2]

## Политическая ориентация
На президентских выборах 2008 года Джон Маккейн получил 66,39% голосов избирателей против 32,07% у демократа Барака Обамы.
В Техасской палате представителей округ Суишер числится в составе 88-го района. С 1989 года интересы округа представляет республиканец Уоррен Чисам из Пампы.

## Образование
Образовательную систему округа составляют следующие учреждения:
- школьный округ Кресс[5]
- школьный округ Тулия[6]
- школьный округ Хаппи[7]